# Clytorhynchus hamlini
Monarca-de-rennell (Clytorhynchus hamlini) é uma espécie de ave da família Monarchidae.
É endémica das Ilhas Salomão.
Os seus habitats naturais são: florestas subtropicais ou tropicais húmidas de baixa altitude.